# Orlando Hudson
Orlando Thill Hudson (nacido el 12 de diciembre de 1977) es un exjugador profesional de béisbol estadounidense que se desempeñó como segunda base. Jugó en las Grandes Ligas de Béisbol desde 2002 hasta 2012, vistiendo los uniformes de los Toronto Blue Jays, Arizona Diamondbacks, Los Angeles Dodgers, Minnesota Twins, San Diego Padres y Chicago White Sox. Hudson era conocido por sus habilidades defensivas y por realizar atrapadas espectaculares y buenas jugadas defensivas. Sus talentos defensivos fueron reconocidos cuando ganó su primer Guante de Oro de la Liga Americana mientras jugaba para los Toronto Blue Jays.

## Primeros años y carrera en la escuela secundaria
Hudson nació el 12 de diciembre de 1977 en Darlington, Carolina del Sur. Asistió a la escuela secundaria Darlington High School, donde se destacó en béisbol, fútbol americano y baloncesto. En béisbol, fue nombrado Jugador del Año y seleccionado en el equipo All-State.
Hudson fue el mariscal de campo del primer equipo de fútbol de la escuela secundaria Darlington High School, y también se desempeñó como pateador del equipo.
Después de la escuela secundaria, Hudson jugó béisbol en la Universidad Metodista de Spartanburg.

## Carrera profesional

### Toronto Blue Jays
Hudson fue seleccionado en la cuarta ronda del draft de la Major League Baseball de 1997 por los Toronto Blue Jays. Comenzó su carrera profesional con los Medicine Hat Blue Jays en las ligas de novatos en 1998, bateando .298. Continuó su carrera en las ligas menores con los Hagerstown Suns (1999), Dunedin Blue Jays (2000), Tennessee Smokies (2000-2001) y Syracuse Sky Chiefs (2001-2002). En 2001, fue seleccionado para el Southern League All-Star y fue seleccionado como All-Star del equipo de ligas menores por Baseball America en la posición de segunda base.
Hizo su debut en las Grandes Ligas el 24 de julio de 2002 con los Blue Jays contra los Baltimore Orioles. No tuvo hits en cuatro turnos al bate en ese juego. Hudson registró su primer hit en las Grandes Ligas en la segunda entrada el 26 de julio contra los Minnesota Twins cuando conectó un sencillo remolcador al jardín central frente al lanzador Joe Mays. Su primer jonrón lo conectó el 5 de agosto contra Rodrigo López de los Orioles. Jugó para los Blue Jays desde 2002 hasta 2005.

### Arizona Diamondbacks

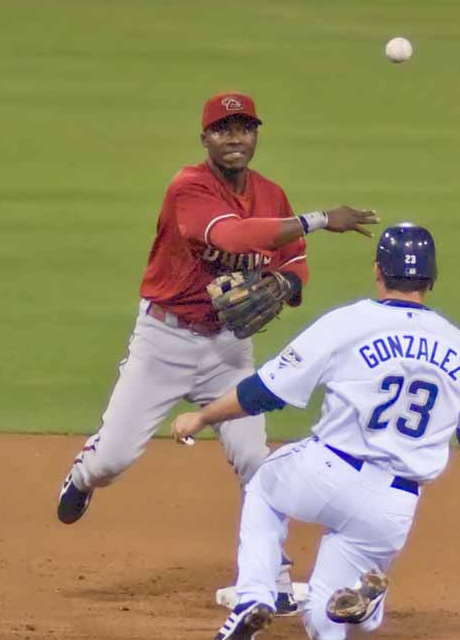
Hudson jugando para los Arizona Diamondbacks.

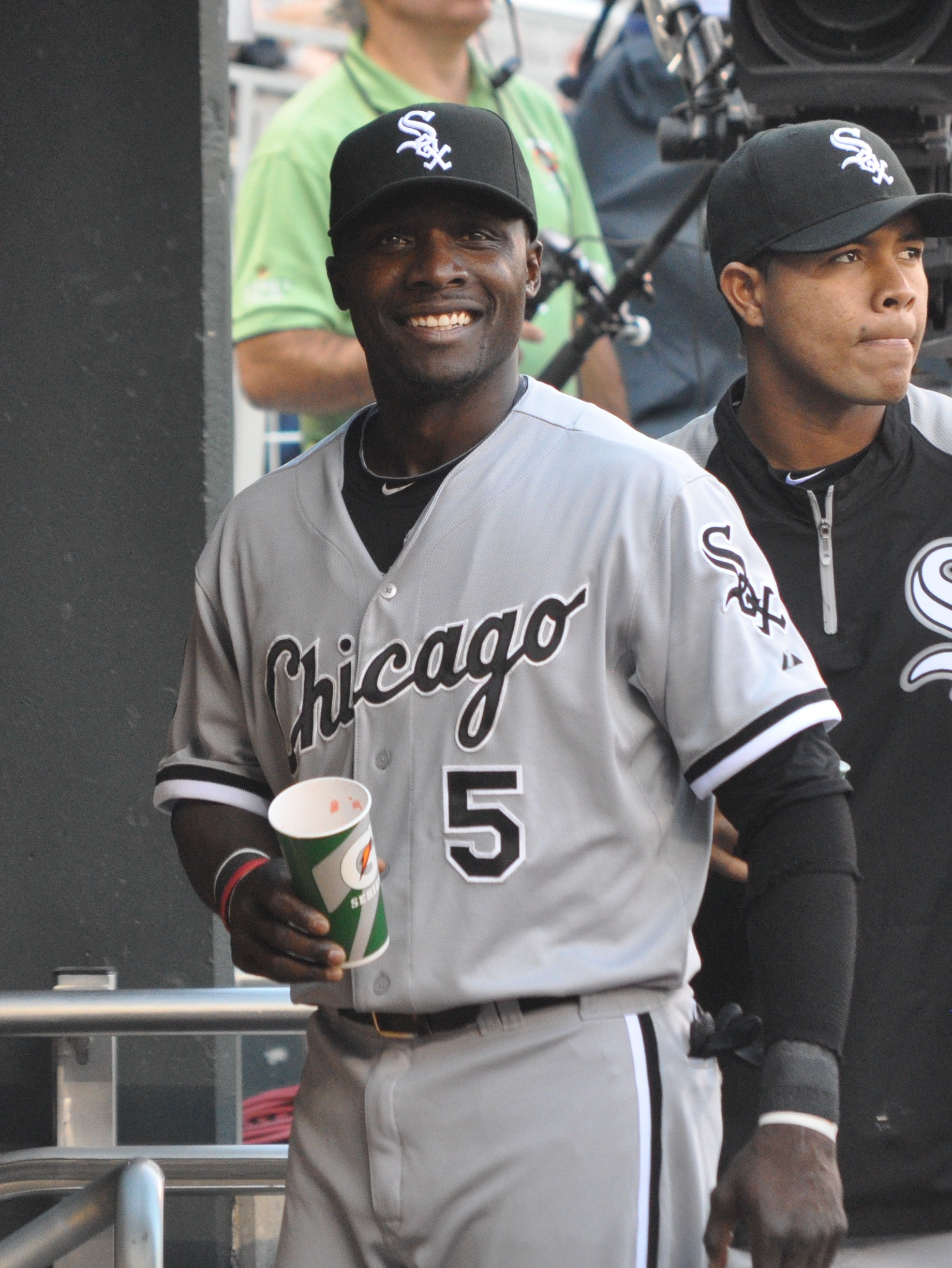
Hudson con los White Sox en 2012

Hudson fue transferido a los Arizona Diamondbacks junto con el lanzador Miguel Batista a cambio de la tercera base Troy Glaus y el prospecto de campo corto Sergio Santos.
Hudson estableció récords personales en promedio de bateo con .287, en jonrones con 15, en carreras impulsadas con 67 y en carreras anotadas con 87.
Después de la temporada de 2006, Hudson recibió su segundo Guante de Oro de su carrera, según se anunció el 3 de noviembre. Hudson se convirtió en el sexto jugador de cuadro en la historia de las Grandes Ligas en ganar un Guante de Oro tanto en la Liga Americana como en la Liga Nacional.
Hudson fue seleccionado para su primer Juego de las Estrellas en 2007 y ganó su tercer Guante de Oro esa temporada. También mejoró su promedio de bateo de .287, su récord personal del año anterior, a un promedio de .294.
En 2008, Hudson elevó su promedio por tercer año consecutivo con un récord personal de .305 de promedio de bateo. Hudson se perdió el último mes de la temporada debido a una lesión en la muñeca izquierda que sufrió contra los Atlanta Braves y se convirtió en agente libre al final de la temporada.

### Los Angeles Dodgers
El 21 de febrero de 2009, Hudson firmó un contrato de un año con Los Angeles Dodgers, por un valor informado de $3.4 millones (con $4.6 millones adicionales en bonos por rendimiento).
El lunes 13 de abril de 2009, Hudson se convirtió en el octavo jugador de los Dodgers en batear para el ciclo, en el partido inaugural de 2009 contra los San Francisco Giants ante una multitud récord de 57,099 espectadores. Hudson fue el segundo jugador de los Dodgers de Los Ángeles en lograrlo, después de Wes Parker en 1970, y el único jugador de los Dodgers de Los Ángeles en hacerlo en el Dodger Stadium. Hudson conectó un sencillo en la primera entrada, un jonrón en la tercera entrada, un doble en la cuarta entrada y un triple en la sexta entrada. Todos los hits de Hudson fueron contra Randy Johnson, excepto su triple, que fue contra el relevista Merkin Valdez.
Fue seleccionado para su segundo Juego de las Estrellas y ganó su cuarto Guante de Oro al final de la temporada.

### Minnesota Twins
El 4 de febrero de 2010, Hudson firmó un contrato de 1 año y $5 millones con los Minnesota Twins. Se convirtió en la segunda base de los Twins, reemplazando a Nick Punto y Alexi Casilla. En 126 juegos, Hudson bateó .268 con un OPS (porcentaje de embasarse más slugging) de .710, el más bajo de su carrera.
El 13 de abril de 2010, Hudson insinuó que hay racismo hacia los jugadores negros en la agencia libre. Dijo: “Ves a tipos como Jermaine Dye sin trabajo. Un tipo con 27 jonrones y 81 carreras impulsadas y no puede conseguir trabajo. Eso lo resume todo, ¿no? Tienes algunos tipos que se pierden un año y pueden regresar y recibir $5 o $6 millones, y un tipo como Jermaine Dye no puede conseguir trabajo. Un tipo como Gary Sheffield, un miembro del Salón de la Fama de primera votación, no puede conseguir trabajo”.

### San Diego Padres
El 20 de diciembre de 2010, Hudson firmó un contrato de 2 años con los San Diego Padres por un valor de $11.5 millones.
El 21 de julio de 2011, Hudson golpeó su cabeza contra la pared cuando atrapó la pelota en territorio de foul. Se encontró inconsciente después de golpear la pared, pero evitó una estancia en la lista de lesionados. Hasta 2011, tenía el segundo promedio de alcance por juego más alto de todos los intermedistas activos de las Grandes Ligas, detrás de Ian Kinsler. Fue liberado por los Padres el 17 de mayo de 2012.

### Chicago White Sox
El 19 de mayo de 2012, los White Sox acordaron firmar a Hudson.  Terminó 2012 con un promedio de bateo de carrera baja de .204.

### Retiro en 2013
Hudson se retiró después de no recibir interés de los equipos de las Grandes Ligas para la temporada 2013. Hudson había declarado que “no estaba listo para retirarse” y afirmó durante la mitad de la temporada que había conversaciones con varios equipos, pero no recibió ninguna oferta.

## Participación comunitaria
Hudson fundó la Fundación C.A.T.C.H., una organización sin fines de lucro que busca proporcionar recursos y un sistema de apoyo para jóvenes que enfrentan el autismo.

## Familia y retiro
Hudson se casó con Keisa Carr. Tiene dos hijas y un hijo.
Actualmente, Hudson trabaja para los Diamondbacks como asistente de desarrollo de jugadores.